# NGC 6520
NGC 6520 (другие обозначения — OCL 10, ESO 456-SC42) — рассеянное скопление в созвездии Стрелец.
Этот объект входит в число перечисленных в оригинальной редакции «Нового общего каталога».